# Steele Rudd

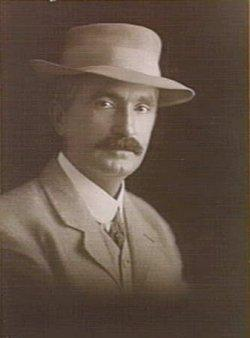
Steele Rudd, 1910

Steele Rudd, eigentlich Arthur Hoey Davis (* 14. November 1868 in Drayton; † 11. Oktober 1935 in Brisbane) war ein australischer Schriftsteller.

## Leben
Davis war eines von dreizehn Kindern eines Schmiedes. Er verließ im Alter von zwölf Jahren die Emu Creek School und arbeitete auf Farmen seiner Heimatregion. 1885 wurde er Mitarbeiter des Curator of Interstate Estates in Brisbane, ab 1889 arbeitete er im Sherrifsbüro des Supreme Court. 1893 wurde Sekretär des Treasury Committee der Queensland National Bank. 1894 heiratete er Violet Christina Brodie, mit der er drei Söhne und eine Tochter bekam.
Ab 1889 veröffentlichte er im Chronicle Geschichten über den Rudersport, die er mit Steele Rudder (nach dem Essayisten Richard Steele und dem Steuerruder der Boote) signierte; hieraus entstand sein Pseudonym Steele Rudd. Seine erste Skizze aus dem Landleben erschien 1895 unter dem Titel Starting the selection im Bulletin. Eine illustrierte Sammlung dieser Kurzgeschichten veröffentlichte das Bulletin 1899 als On Our Selection und 1903 in der Fortsetzung Our New Selection.
1902 wurde Rudd zum Hilfssheriff befördert. In dieser Eigenschaft hatte er das Signal zur Hinrichtung des Mörders Patrick Kennif zu geben, eine verstörende Erfahrung, die er 1926 in The Miserable Clerk beschrieb. In der Folge von Arthur Morgans Special Retrenchment Act verlor Rudd 1904 seine Stelle. Seine Frau Violet gründete daraufhin das Steele Rudd's Magazine, das bis 1907 bestand.
Nach dem Zusammenbruch des Magazins musste Rudd eine Farm in Nobby/Queensland verkaufen und übertrug die Rechte an der Bühnenversion von On Our Selection an Bert Bailey, der das Stück 1912 am Palast Theatre in Sydney mit Erfolg auf die Bühnen brachte, Rudd jedoch nur spärliche Lizenzgebühren zahlte. 1913 wurde Rudd Präsident der Darling Downs Polo Association, 1914–15 leitete er das regionale Rekrutierungskomitee des Shire of Cambooya, eines Local Government Area südlich seiner Geburtsstadt Toowoomba.
Ein gesundheitlicher Zusammenbruch seiner Frau, nachdem einer ihrer Söhne an der Somme verwundet worden war, zwang die Familie, 1917 nach Brisbane zurückzukehren. 1919 brach Violet Davis vollkommen zusammen und wurde bis zu ihrem Lebensende 1952 unter Kuratel gestellt und in Toowoomba hospitalisiert. Rudd reaktivierte 1917 sein Magazin unter dem Titel Steele Rudd's Annual. Ebenfalls 1917 kam sein Stück Grandad Rudd auf die Bühne. Er wirkte als Verwalter der Sektion Reitsport der Ausstellung der Royal National Agricultural and Industrial Association 1920–24 und wurde 1921 Vizepräsident der Queensland Authors' and Artists' Association.
1922 tourte er mit einer Kopie von Raymond Longfords Filmversion von On Our Selection durch Australien. 1923 lernte er in Brisbane Winifred Hamilton kennen, die Mitherausgeberin seines Magazins wurde, das 1924–25 als Steele Rudd's und 1926–27 in Sydney als Steele Rudd's and the Shop Assistants' Magazine erschien, jedoch nie finanziell erfolgreich wurde. Der Misserfolg der Verfilmung von The Romance of Runnibede und der Bankrott des Produzenten der Bühnenversion von The Rudd Family brachten ihn in weitere finanzielle Bedrängnis, aus der ihn schließlich 1930 die Zeitschrift Bulletin und eine Pension des Commonwealth Literary Fund befreiten.
1932 trennte sich Winifred Hamilton von ihm, und Rudd lebte fortan mit Beatrice Sharp zusammen. Im Mai 1935 wurde er mit der King's Silver Jubilee Medal ausgezeichnet. Wenige Monate später starb er im Brisbane General Hospital an Krebs. Seine letzte Ruhe fand er auf dem Toowong Cemetery von Brisbane. Rudd veröffentlichte vierundzwanzig Bücher und sechs Theaterstücke, sieben seiner Werke wurden verfilmt.

## Werke
- Dad and the Donovans, in: Steele Rudd: On Our Selection, 1899 (dt. Dad und die Donovans, 2014; in Outback: Mein einziger Mord ... und andere australische Storys, Balladine Publishing, Köln 2018, ISBN 978-3-945035-23-8)